# Febe (Bibbia)
Febe (in greco antico: Φοίβη?, Phóibē, "luminosa, pura") (fl. I secolo) è stata una donna cristiana del primo secolo della chiesa di Cencrea vicino a Corinto. Considerata come "ministra" (diaconessa?), di Febe si parla in un solo luogo nel Nuovo Testamento e precisamente nella Lettera ai Romani (Ro 16,1-2). Menzionata e lodata da Paolo, fu la possibile latrice della sua lettera ai cristiani di Roma.

## Biografia
Febe era della chiesa di Cencrea, piccola città portuale ad est di Corinto, sull'omonimo istmo. Vi ricopriva la carica di ministra, termine usato per la prima volta nei confronti di una donna nella Chiesa nascente e vi si può ben ravvisare l'ufficio delle diaconesse che si affermò nella Chiesa nei secoli successivi. Di tali donne sembra tratti Paolo dove sono messe in rilievo le qualità familiari e morali necessarie alle vedove per essere elette: la vedova «deve avere non meno di sessanta anni; sia stata sposa di un solo marito, goda di buona riputazione per le sue opere buone, cioè per aver bene allevati i figliuoli, per avere praticata l'ospitalità, lavati i piedi ai santi, soccorsi i tribolati e per essersi dedicata a ogni opera buona». Febe era vedova in età avanzata e godeva di ottima reputazione per le sue opere buone: in particolar modo l'ospitalità e l'assistenza ai malati. San Paolo allude proprio all'ospitalità quando la loda per aver assistito molti, incluso lui stesso, cosa  molto probabile anche per la posizione geografica di Cencrea, dove convergeva un notevole traffico con le isole Egee e con l'Asia Minore. Ciò doveva offrire a Febe molte occasioni di assistere cristiani provenienti da quelle terre.
(Romani 16:1-2)
Oggi non sappiamo il motivo del suo viaggio a Roma, ma vi è una certa tradizione e alcuni studiosi, la vorrebbe latrice della Lettera ai Romani.

## Febe nella chiesa di Cencrea, "diakonos" e "prostatis"
Nel Nuovo Testamento, in Romani 16,1-3, Febe è chiamata "diàkonos" e "prostàtis" della chiesa di Cencrea. Con il termine greco "diàkonos", che in greco significava servitore o ministro, San Paolo chiama anche se stesso, Apollo e Timoteo; egli dunque sottolinea il peso del servizio e della funzione di Febe nella comunità. Questo ruolo è rafforzato dal termine "prostàsis", cioè patrona, che, riconducendo il termine greco al campo semantico delle associazioni religiose ellenistiche del tempo, la identifica come persona dalla influente posizione di protettrice e dirigente della comunità. I due termini la delineano dunque come una donna con un ruolo centrale sia spirituale che giuridico nella chiesa di Cencrea, è stata anche per questo definita "una delle prime assistenti pastorali".

## Il culto
La Chiesa cattolica la ricorda il 3 settembre:
(Martirologio Romano)